# Denis Siňjakov

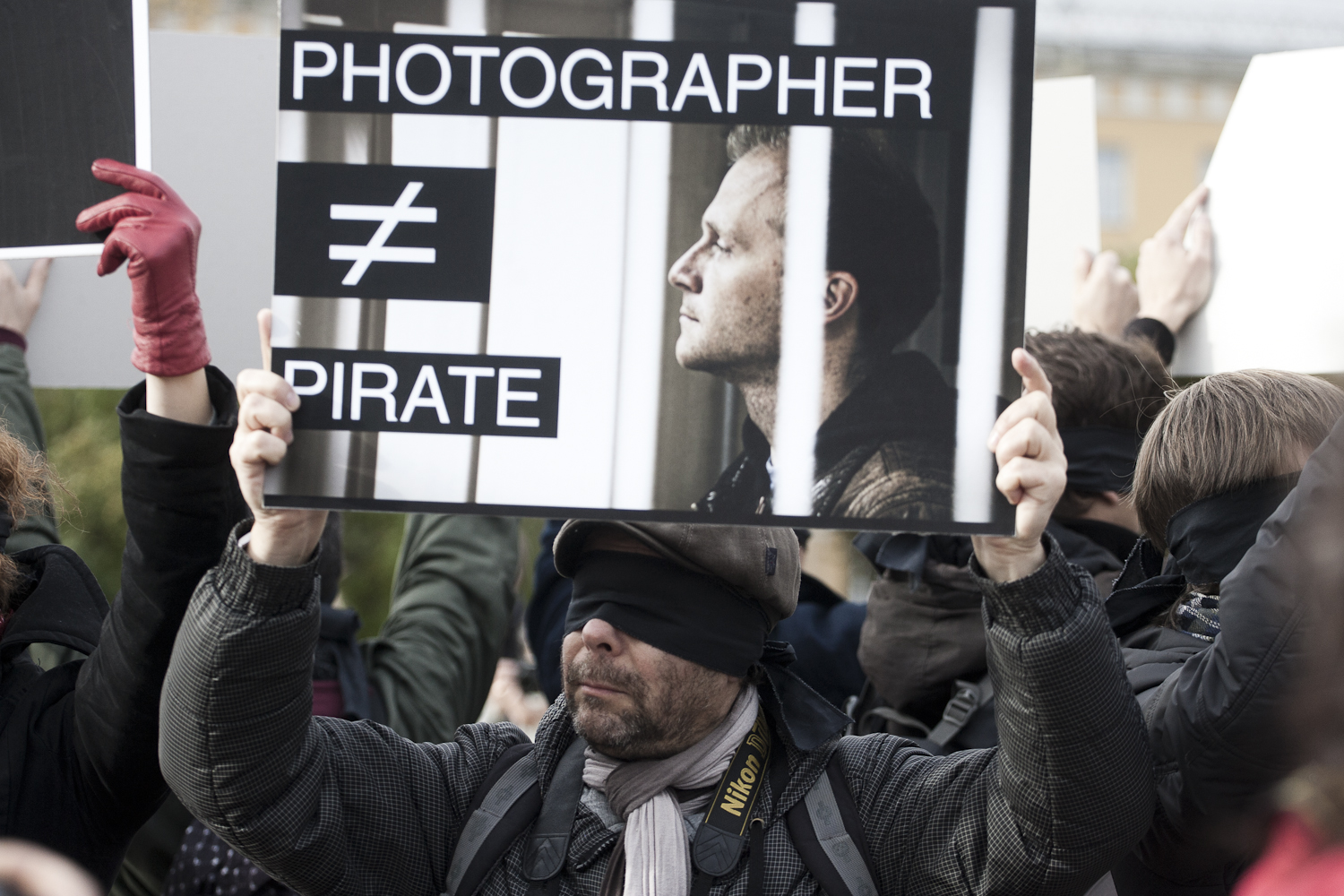
Snímek z manifestace na podporu zatčeného Denise Siňjakova, Fotograf naní pirát, foto: Valja Egoršin, 13. října 2013

Denis Siňjakov (rusky Денис Синяков) je ruský fotograf.

## Život a dílo
V letech 2004 až 2007 pracoval jako fotograf a fotoeditor Agence France-Presse a poté v letech 2007 až 2012 v agentuře Reuters.
Během své práce pro tiskové agentury fotografoval například v roce 2005 masakr v uzbeckém Andižanu, v roce 2006 izraelsko-libanonskou válku, v roce 2008 rusko-gruzínskou válku či v letech 2010 a 2011 operace ISAF v Afghánistánu.
Od července 2012 působí jako fotograf na volné noze, například pro Der Spiegel, Russian Reporter, ProSport nebo Greenpeace International.

### Arctic Sunrise
V září 2013 byl na palubě lodi Arctic Sunrise organizace Greenpeace, která byla přepadena a obsazena speciálním ruským ozbrojeným komandem po pokusu aktivistů o protest proti těžbě ropy u těžební plošiny Prirazlomnaja firmy Gazprom v Pečorském moři. Loď byla odvlečena do přístavu Murmansk a Siňjakov s dalšími 29 členy posádky zadržen ve vazbě. Proti jeho věznění protestovala organizace Reportéři bez hranic.
Dne 17. října 2013 se skupina 11 nositelů Nobelovy ceny za mír obrátila otevřeným dopisem na ruského prezidenta Vladimira Putina ve věci vězněné posádky s výzvou, aby udělal vše pro to, aby úřady upustily od obvinění zadržených z pirátství. Mezi signatáři byl například jihoafrický arcibiskup Desmond Tutu a íránská právnička Širín Ebadiová. Dne 21. října oznámila vláda Nizozemska, pod jehož vlajkou loď plula, že se obrátila na Mezinárodní soud pro námořní právo, aby nařídil Rusku propustit zadržovanou loď a 30 vězněných členů její posádky.
Na důkaz solidarity s Denisem Siňjakovem řada redaktorů a reportérů několika ruských médií poslala otevřený dopis na jeho podporu. Některá média se na protest rozhodla omezit fotografie na svých internetových stránkách, nebo vůbec žádné nepublikovat. Dne 13. října se na petrohradském náměstí Martovo pole na podporu zatčeného Denise Siňjakova shromáždilo asi 100 fotografů.

## Galerie

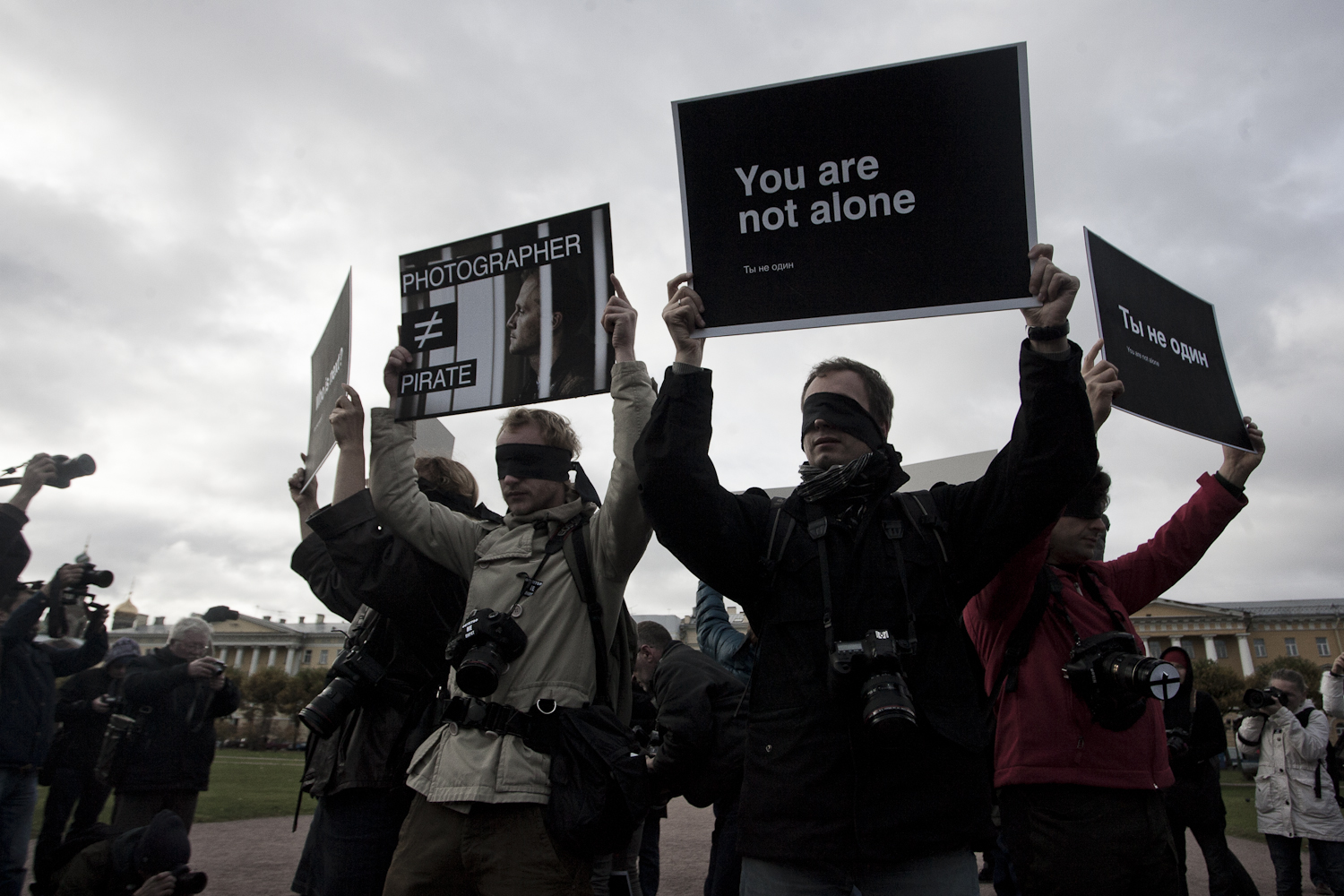
Manifestace na podporu zatčeného Denise Siňjakova, Petrohrad, foto: Valja Egoršin, 13. října 2013
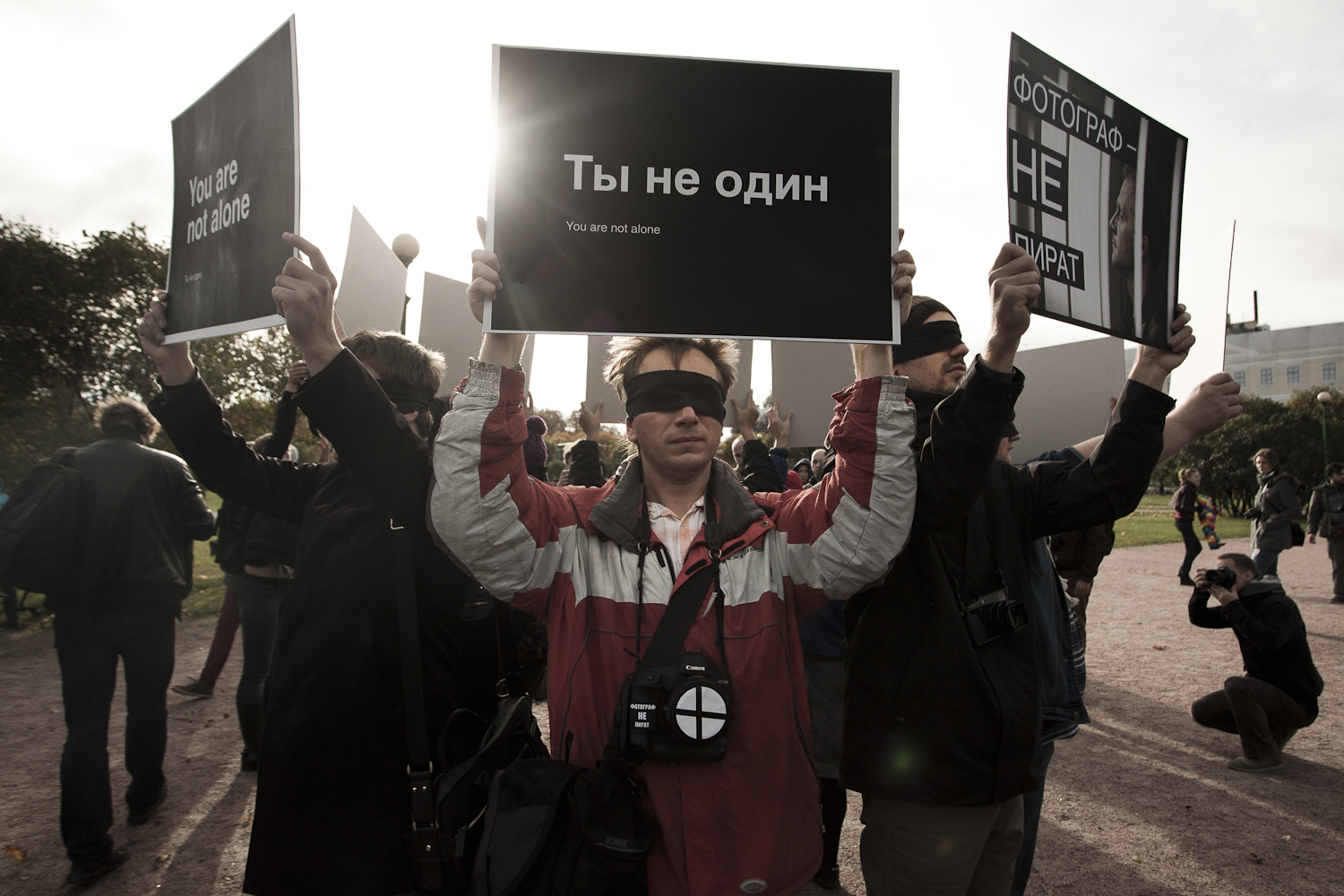
Manifestace na podporu zatčeného Denise Siňjakova, Petrohrad, foto: Valja Egoršin, 13. října 2013
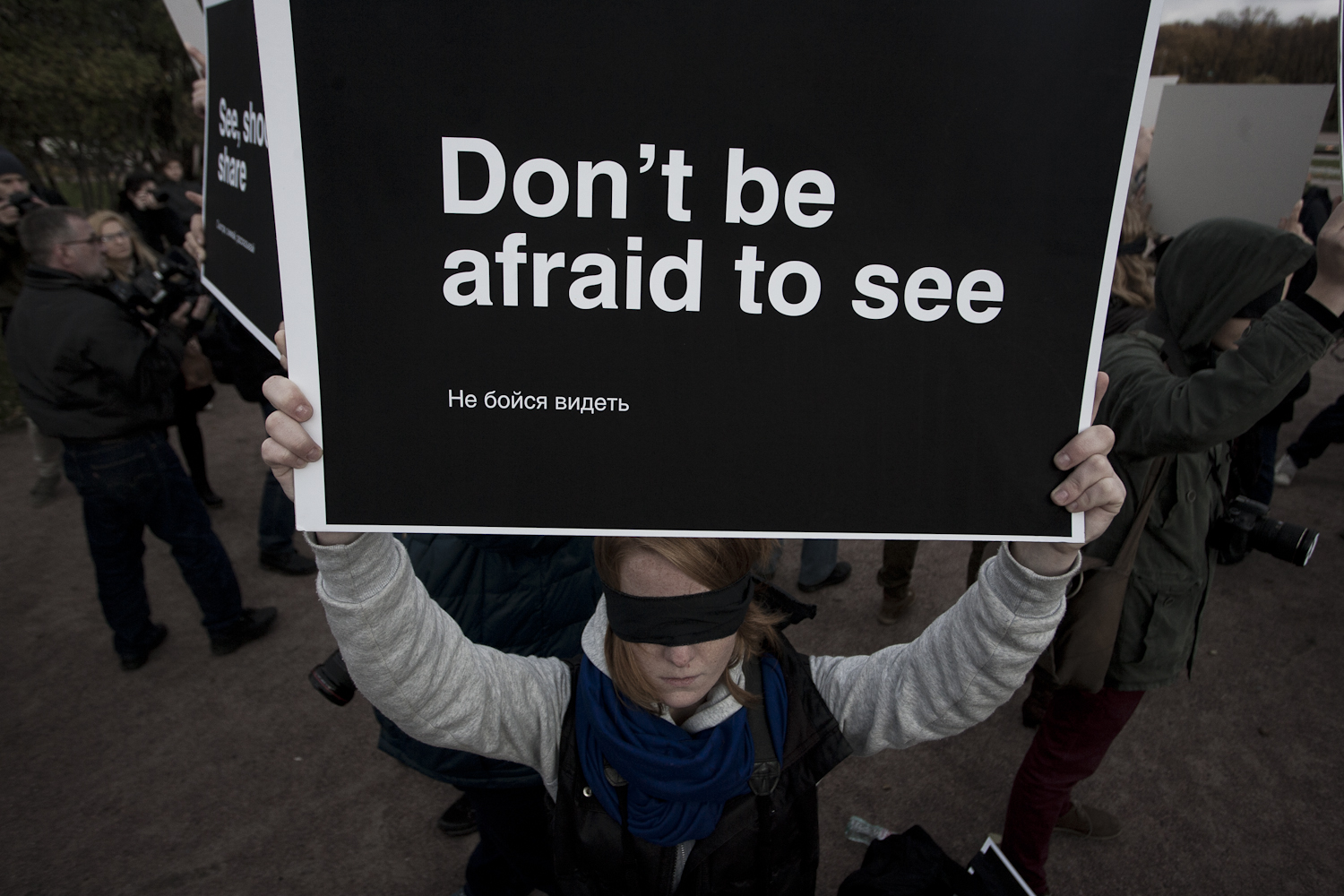
Manifestace na podporu zatčeného Denise Siňjakova, Petrohrad, foto: Valja Egoršin, 13. října 2013
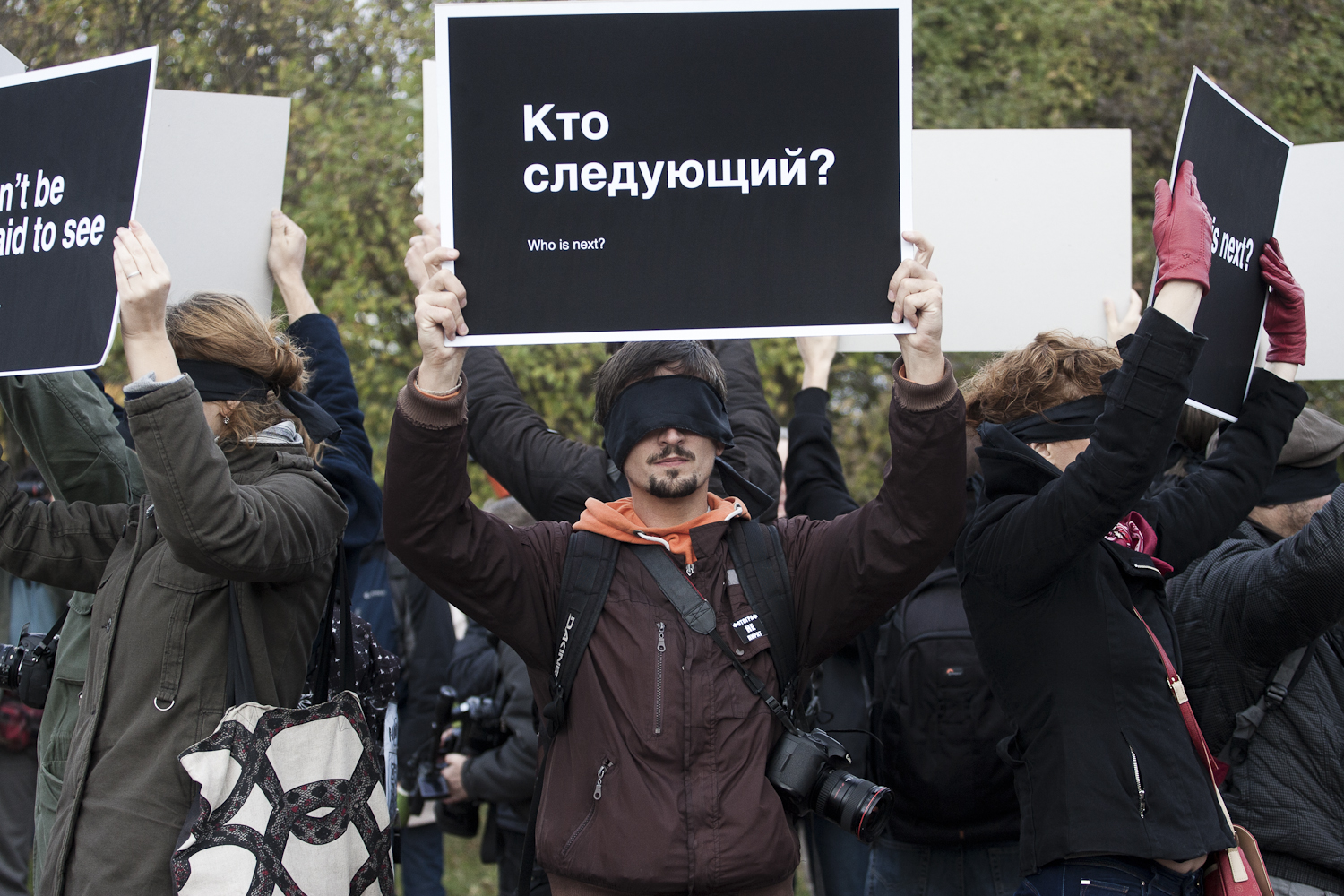
Manifestace na podporu zatčeného Denise Siňjakova, Petrohrad, foto: Valja Egoršin, 13. října 2013